# Pallentjåkka
De Pallentjåkka (Zweeds: Ballinjohka) is een bergbeek, die stroomt in de Zweedse  gemeente Kiruna. De Pallentjåkka ontwatert een berggebied ten oosten van de Abiskorivier. Ze stroomt noordwestwaarts, is ongeveer 9 kilometer lang en stroomt dan de Abiskorivier in.